# Peritassa manaoara
Peritassa manaoara är en benvedsväxtart som beskrevs av Lombardi. Peritassa manaoara ingår i släktet Peritassa och familjen Celastraceae. Inga underarter finns listade.